# Henrique Adriano Buss
Henrique Adriano Buss (Marechal Cândido Rondon, Paraná, Brasil, 14 de octubre de 1986) es un futbolista brasileño que juega de defensa en el Coritiba F. C. del Campeonato Brasileño de Serie A.

## Trayectoria
Se formó en las categorías inferiores del Coritiba, club en el que ingresó con 12 años. Debutó como profesional en 2006. Sus dos grandes temporadas en las filas del Coritiba, con el que ganó la Segunda División brasileña (jugó 67 partidos entre Liga y Copa) hizo que el Palmeiras de Vanderlei Luxemburgo le incorporase a su plantilla. Con este club se proclamó campeón del Campeonato Paulista en 2008.
En julio de 2008 fue fichado por el Barcelona por 10 millones de euros, con el que ganó la Supercopa de España antes de ser cedido al Bayer Leverkusen hasta junio de 2009. Henrique disputó 27 encuentros en la Bundesliga y su club finalizó la Liga en novena posición.
Después de su cesión al Bayer Leverkusen regresó al Barcelona con el que realizó la pretemporada, aunque el 31 de agosto de 2009 se comunicó su cesión al Racing de Santander durante la temporada 2009/2010.
Debutó en primera división en partido oficial con el Racing de Santander el 12 de septiembre de 2009 contra el Atlético de Madrid en el Estadio Vicente Calderón y marcó su primer gol el 6 de diciembre de 2009 en el partido frente al Espanyol en el Estadio Cornellá-El Prat.
El 26 de julio de 2010 el Barcelona confirmó que el jugador permanecería cedido de nuevo en el Racing durante la temporada 2010/2011. Tras cuajar una buena temporada, en verano de 2011 fue su antiguo equipo el Palmeiras el que solicitó su cesión por un año, la cual se hizo oficial el 16 de julio de 2011.
El 24 de marzo de 2012 fue traspasado oficialmente al Palmeiras año en el que descendió a la Serie B pero a pesar de aquello clasificó a la Copa Libertadores 2013 por quedar campeón de la Copa Brasil 2012, firmando un contrato que lo unía hasta 2017. Sin embargo, dos años más tarde a finales de enero, fichó por el Napoli italiano firmando un contrato hasta 2017. Luego de varios partidos como suplente, se consolidó como titular en el equipo con el cual ganó la Copa Italia 2013/14 siendo alineado como titular en la final. El 22 de diciembre siguiente ganó la Supercopa de Italia ante Juventus de Turín, aunque sin jugar.
El 11 de enero de 2016 volvió a su país fichando por el Fluminense.

## Selección nacional
Henrique es internacional absoluto con la selección de fútbol de Brasil. Su debut con la "canarinha" fue ante la selección venezolana en el Gillette Stadium, Boston, el 6 de junio de 2009. El partido quedó 2-0 a favor del conjunto vinotinto. Durante 2013, a pesar de estar jugando en la segunda división del Brasil, fue tenido en cuenta por Luiz Felipe Scolari (quién lo había dirigido en el Palmeiras) para el proceso de selección que se realizó para la Copa de las Confederaciones del 2013, a pesar de no ser seleccionado para el torneo, si jugó 3 partidos amistosos en ese año.
El 7 de mayo de 2014, Scolari lo incluyó en la lista final de 23 jugadores que representarán a Brasil en la Copa Mundial de Fútbol de 2014.
El 4 de julio frente a la selección de Colombia jugó su primer partido en la victoria 2 a 1 de Brasil en los cuartos de final de la Copa del Mundo.

### Participaciones en Copas del Mundo
| Mundial                        | Sede   | Resultado     |
| ------------------------------ | ------ | ------------- |
| Copa Mundial de Fútbol de 2014 | Brasil | Cuarto puesto |

## Clubes
| Club                         | País                   | Año       | Partidos | Goles |
| ---------------------------- | ---------------------- | --------- | -------- | ----- |
| Coritiba F. C.               | Brasil                 | 2006-2008 | 58       | 6     |
| S. E. Palmeiras              | Brasil                 | 2008      | 5        | 1     |
| F. C. Barcelona              | España                 | 2008-2012 | 0        | 0     |
| Bayer 04 Leverkusen (cedido) | Alemania               | 2008-2009 | 27       | 0     |
| Racing Santander (cedido)    | España                 | 2009-2011 | 63       | 4     |
| S. E. Palmeiras              | Brasil                 | 2011-2014 | 134      | 13    |
| S. S. C. Napoli              | Italia                 | 2014-2016 | 38       | 2     |
| Fluminense F. C.             | Brasil                 | 2016-2018 | 18       | 0     |
| S. C. Corinthians            | Brasil                 | 2018-2019 |          |       |
| Al-Ittihad Kalba S. C.       | Emiratos Árabes Unidos | 2019-2020 |          |       |
| Belenenses SAD               | Portugal               | 2020-2021 |          |       |
| Coritiba F. C.               | Brasil                 | 2021-     |          |       |

## Palmarés

### Títulos nacionales
| Título              | Club            | País   | Año  |
| ------------------- | --------------- | ------ | ---- |
| Serie B             | Coritiba F. C.  | Brasil | 2007 |
| Campeonato Paulista | S. E. Palmeiras | Brasil | 2008 |
| Copa de Brasil      | S. E. Palmeiras | Brasil | 2012 |
| Serie B             | S. E. Palmeiras | Brasil | 2013 |
| Copa Italia         | S. S. C. Napoli | Italia | 2014 |
| Supercopa de Italia | S. S. C. Napoli | Italia | 2014 |